# アダムとイヴ (バルドゥング)
『アダムとイヴ』（伊: Adamo ed Eva、英: Adam and Eve）は、ドイツ・ルネサンス期の画家ハンス・バルドゥングが1520年ごろ、板上に油彩で制作した絵画である。バルドゥングは、おそらくアルブレヒト・デューラーの弟子の中で最も才能のある画家であったが、本作は1507年にデューラーが制作した同主題の対作品『アダムとイヴ』 (プラド美術館、マドリード) の複製である。現在、フィレンツェのウフィツィ美術館に所蔵されている。

## 作品
ドイツのマインツにある別のヴァージョンと深い関連性を持っているこの対作品は最初、フォン・テレイ (Von Terey、1894年) とマックス・フリードレンダーによりハンス・バルドゥングに帰属され、その帰属は今も大部分の批評家に支持されている。
バルドゥングがデューラーの作品を忠実に模していることは、デューラーが生前すでに有名な存在だったことを証明している。本作はデューラーの作品より素早く、潤いのない様式で描かれ、また、アダムの横のシカなど、四体液説やほかの主題を象徴する動物や鳥といった細部が追加されている。これらの動物や鳥などはデューラーの素描にもとづくものと思われる。
なお、バルドゥングはとりわけ女性の裸体像に関心を持ち、自身の絵画で何度も取り上げている。そうし裸体像は死との対比の中で描かれ、そのため身体美の儚さはヴァニタスとして描かれているのである。

## ギャラリー

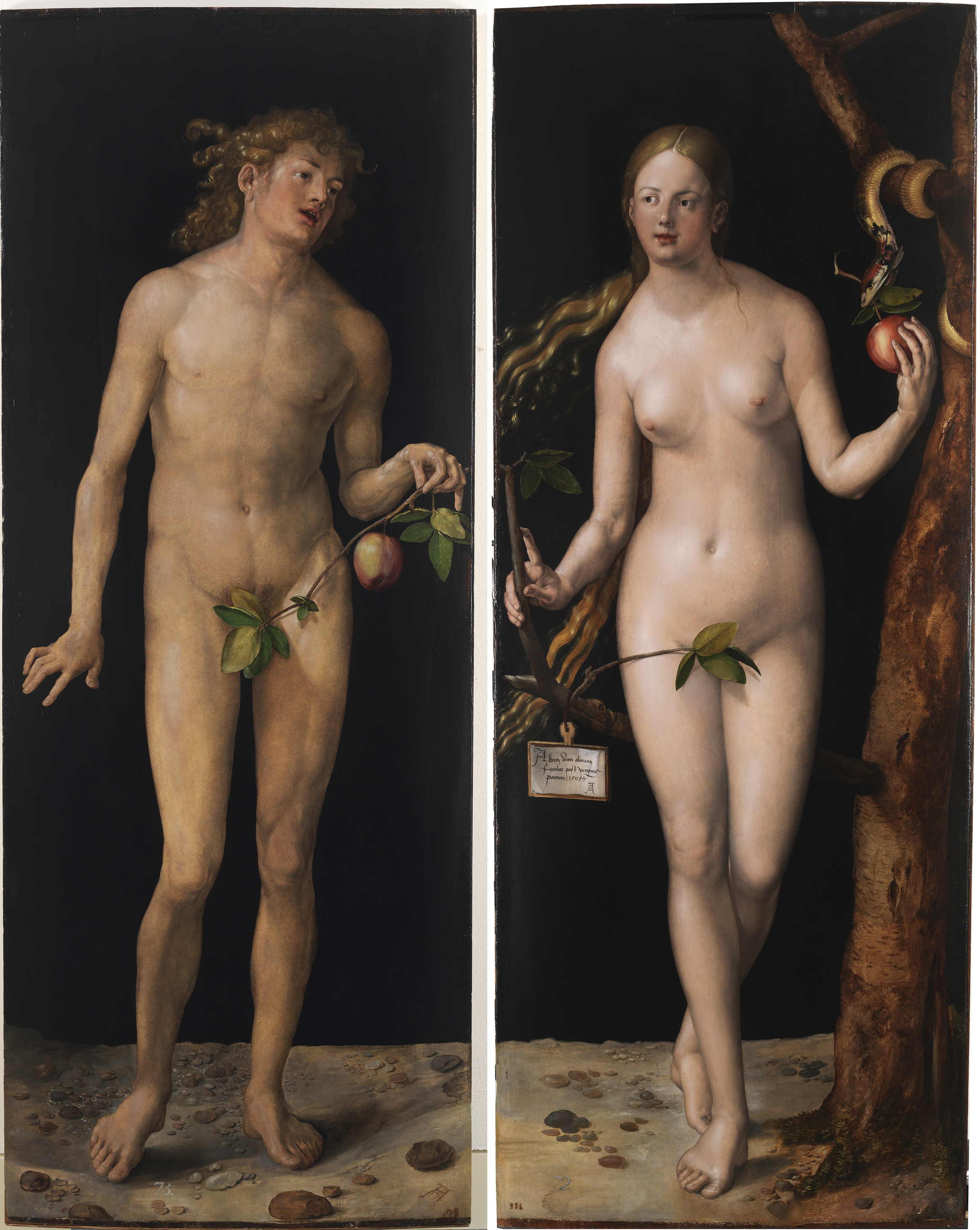
アルブレヒト・デューラー『アダムとイヴ』（1507年）プラド美術館 (マドリード)
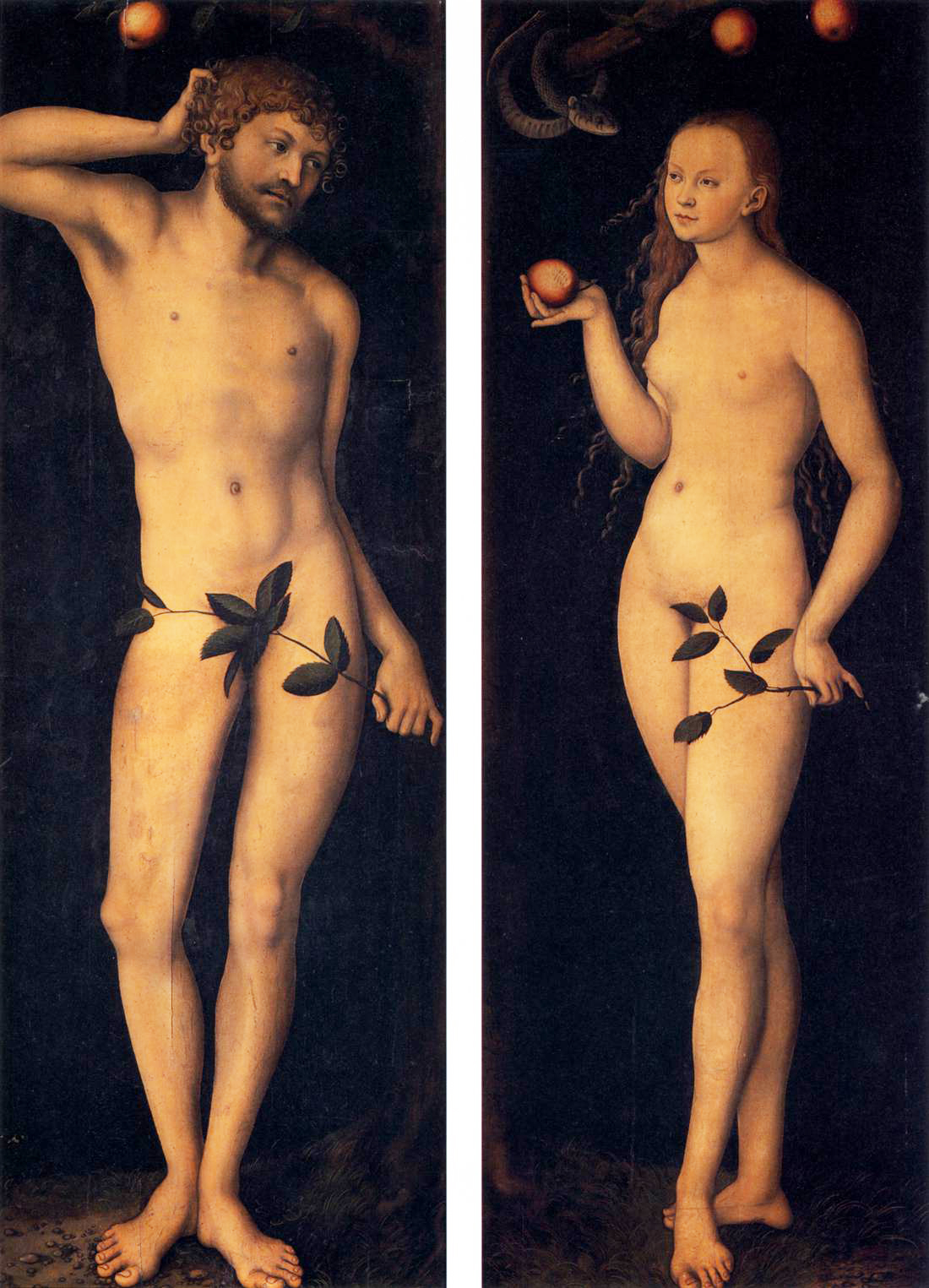
ルーカス・クラナッハ『アダムとイヴ』（1528年）ウフィツィ美術館 (フィレンツェ)
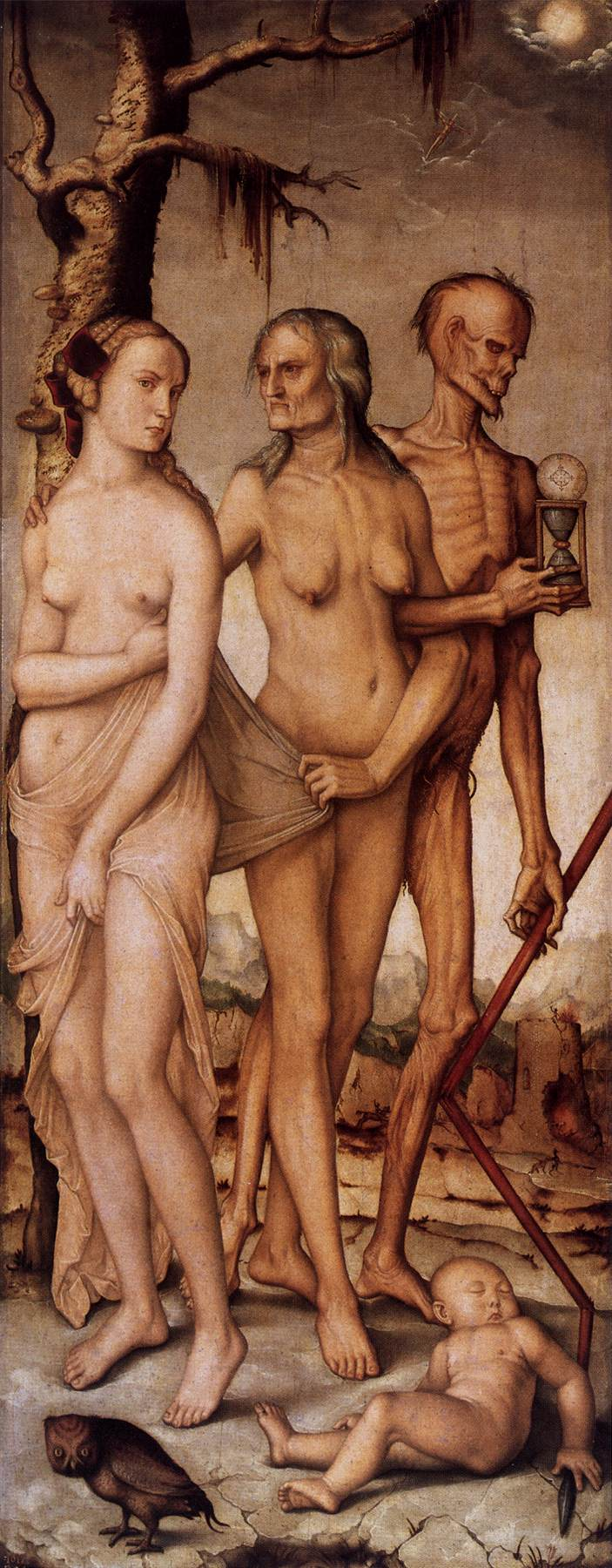
ハンス・バルドゥング『人生の三段階と死』（15年）プラド美術館 (マドリード)